# Careproctus
Careproctus ist eine artenreiche Gattung aus der Fischfamilie der Scheibenbäuche (Liparidae). Careproctus-Arten leben in kühlen und gemäßigt temperierten Meeren vor allem im nördlichen und südlichen Atlantik und Pazifik, sowie im Südpolarmeer (etwa 50 Arten) meist in größeren Tiefen (bis 5500 Meter). Eine Art, der Spitzschwänzige Scheibenbauch (Careproctus reinhardti) kommt auch in der Nordsee vor.

## Merkmale
Careproctus-Arten erreichen Körperlängen von 5 bis 50 cm, die größte Art, Careproctus rotundifrons, wird über einen Meter lang. Eine aus den Bauchflossen gebildete Saugscheibe ist vorhanden, bei einigen Arten aber sehr klein. Auf jeder Kopfseite ist nur eine Nasenöffnung vorhanden. Die Zähne sind einfach oder dreispitzig und normalerweise in zahlreichen Reihen angeordnet. Pseudobranchien fehlen. Die Anzahl der Wirbel liegt bei 35 bis 64, davon befinden sich 8 bis 12 im Abdomen. Die hinteren Abdominalwirbel tragen Bauchrippen, die manchmal auch reduziert sein können. Die Anzahl der Pylorusschläuche liegt bei 3 bis 16, in seltenen Fällen können sie auch fehlen. Die kleine Schwanzflosse hat 4 bis 10 Hauptflossenstrahlen und niemals mehr als 4 Nebenflossenstrahlen. Die Hypuralia sind komplex und verschiedenartig zusammengewachsen. Die Brustflossen haben normalerweise weniger Flossenstrahlen als die Afterflosse und können einen unteren Lobus haben, der aber auch fehlen kann. Die Einbuchtung zwischen den Loben ist variabel.

## Arten

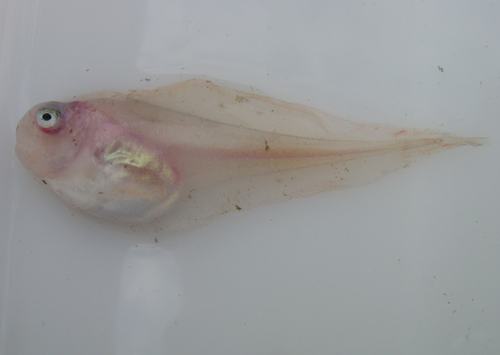
Unbestimmte Careproctus-Art

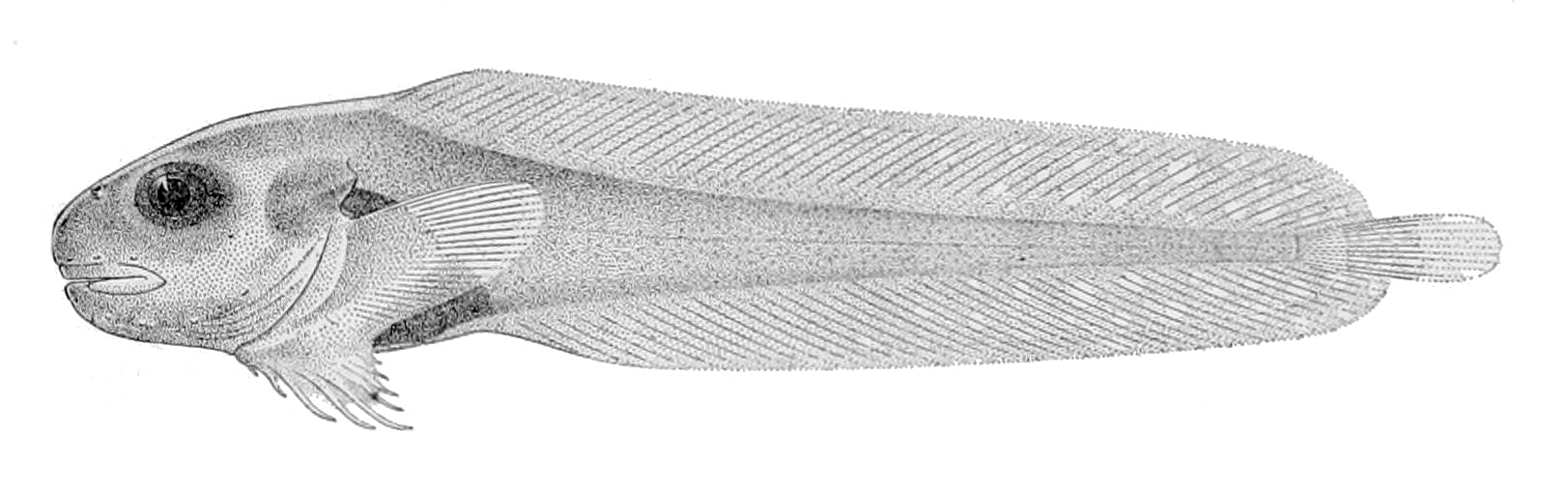
Careproctus attenuatus

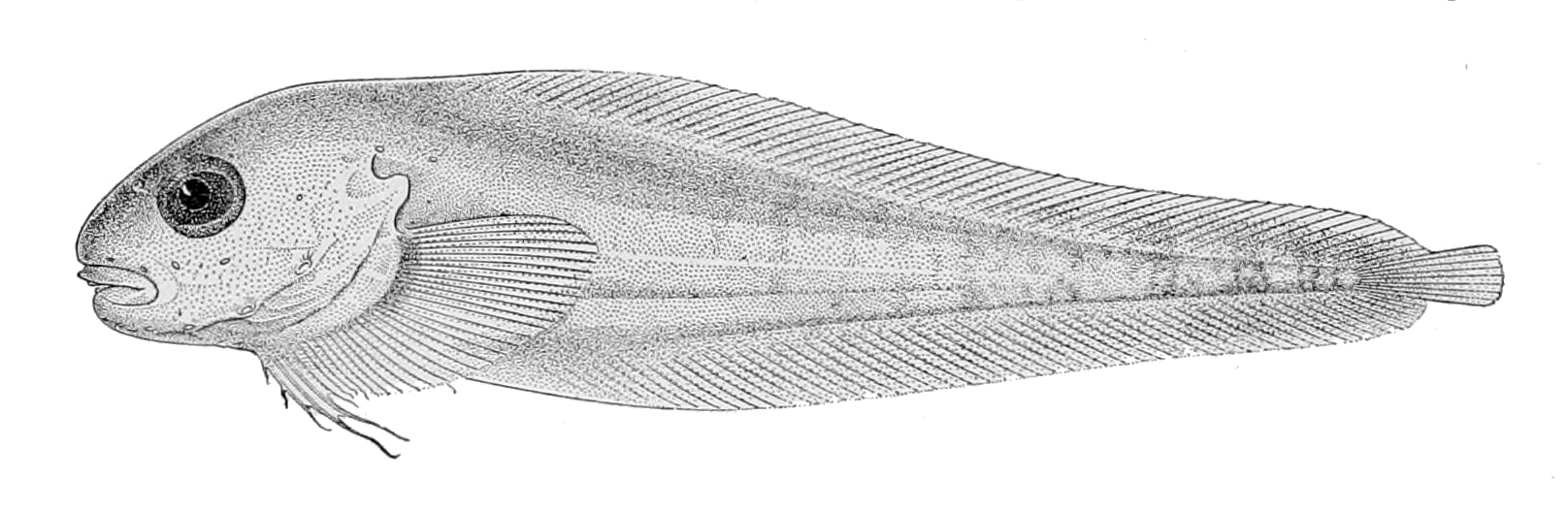
Careproctus bowersianus

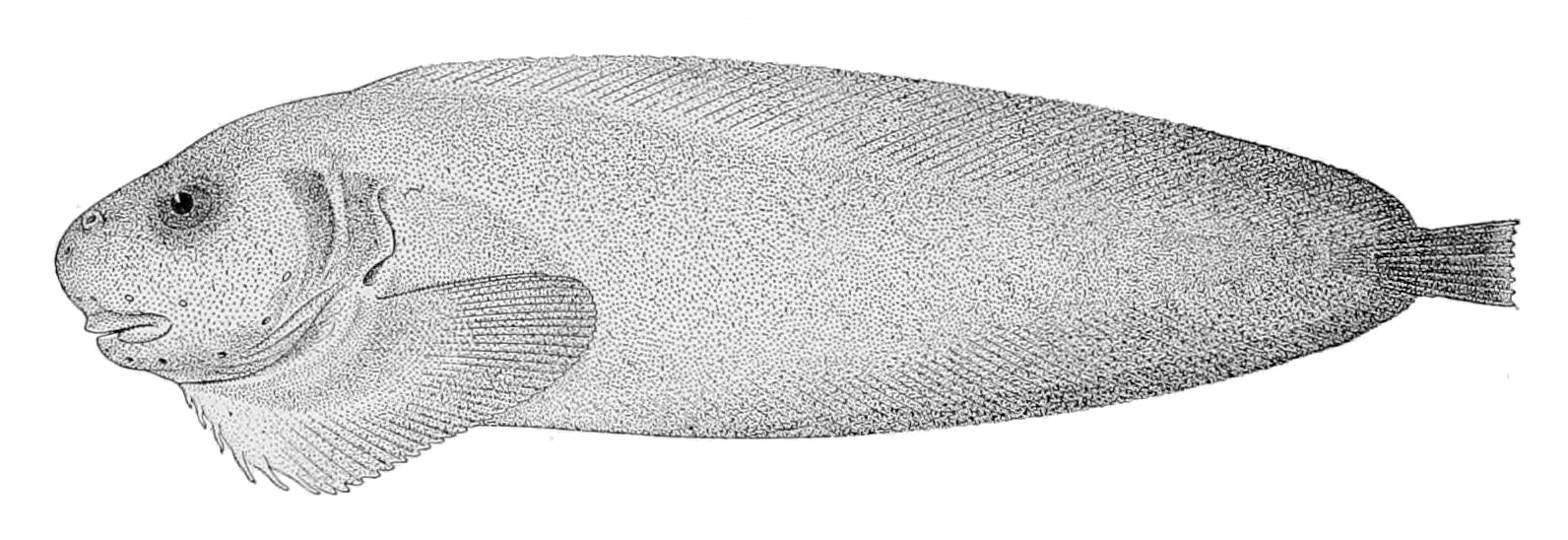
Careproctus furcellus

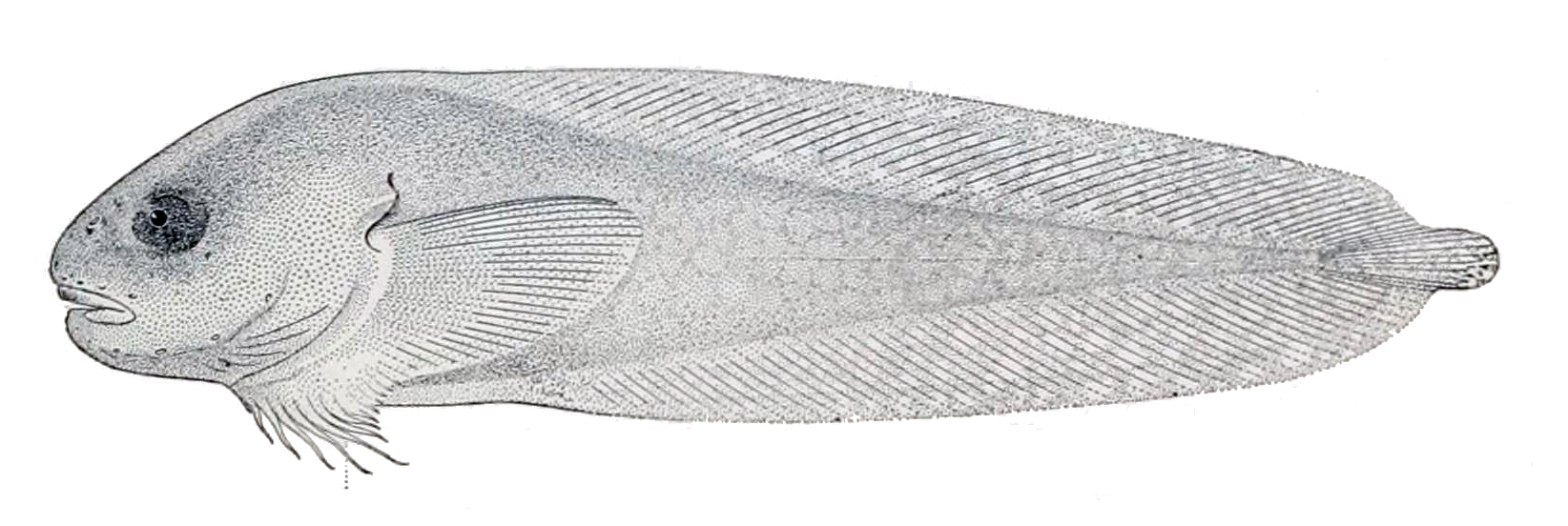
Careproctus mollis

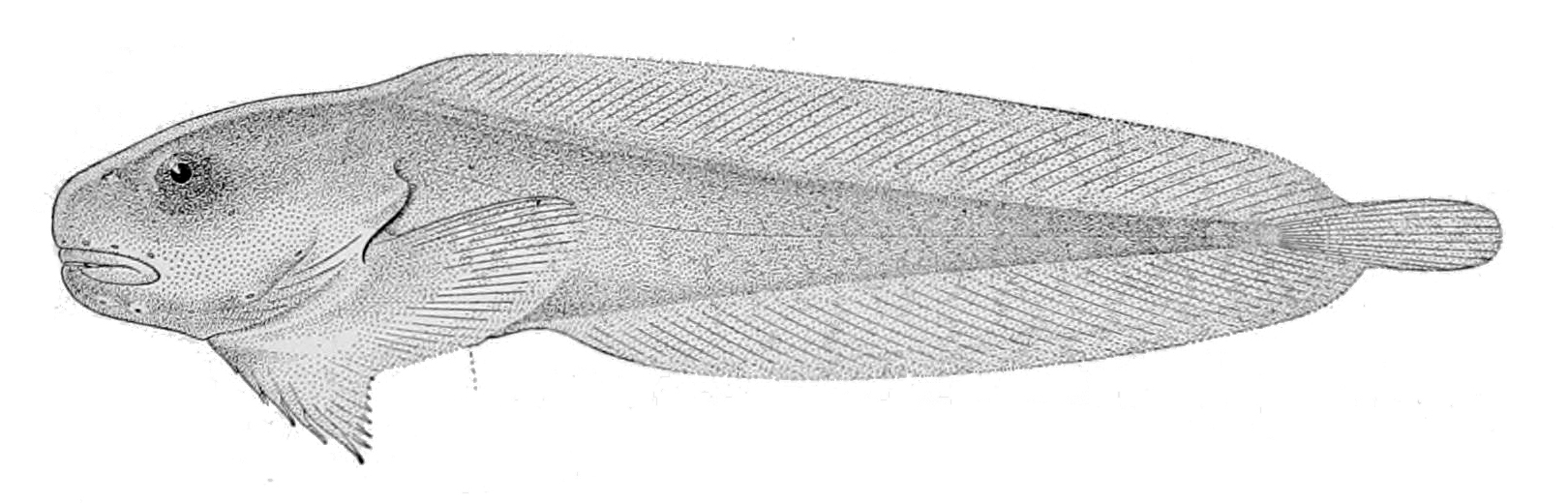
Careproctus opisthotremus

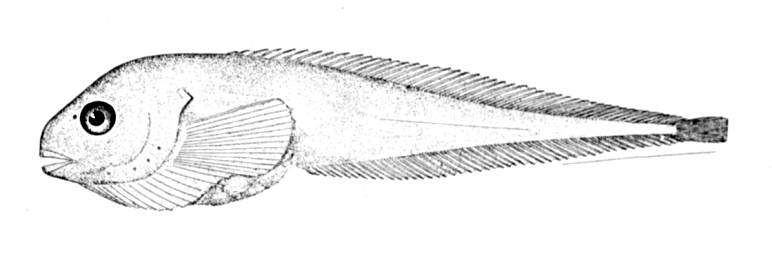
Careproctus ranula

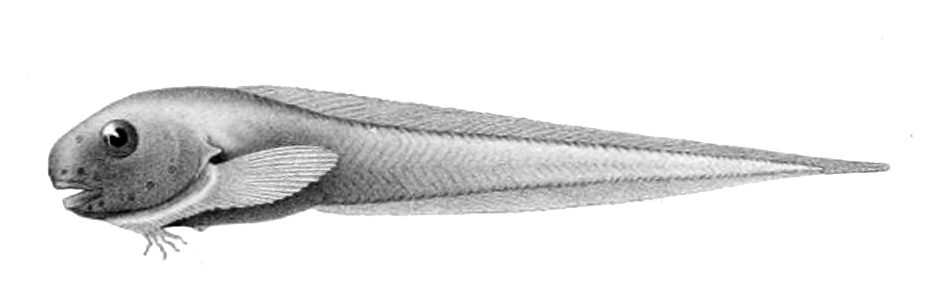
Careproctus reinhardti

| - Careproctus abbreviatus Burke, 1930 - Careproctus acaecus Andriashev, 1991 - Careproctus acanthodes Gilbert & Burke, 1912 - Careproctus aciculipunctatus Andriashev & Chernova, 1997 - Careproctus acifer Andriashev & Stein, 1998 - Careproctus aculeolatus Andriashev, 1991 - Careproctus albescens Barnard, 1927 - Careproctus ampliceps Andriashev & Stein, 1998 - Careproctus armatus Andriashev, 1991 - Careproctus atacamensis Andriyashev, 1998 - Careproctus atrans Andriashev, 1991 - Careproctus attenuatus Gilbert & Burke, 1912 - Careproctus aureomarginatus Andriashev, 1991 - Careproctus bathycoetus Gilbert & Burke, 1912 - Careproctus batialis Popov, 1933 - Careproctus bowersianus Gilbert & Burke, 1912 - Careproctus cactiformis Andriashev, 1990 - Careproctus canus Kido, 1985 - Careproctus carinatusChernova, 2015 - Careproctus catherinae Andriashev & Stein, 1998 - Careproctus colletti Gilbert, 1896 - Careproctus comus Orr & Maslenikov, 2007 - Careproctus continentalis Andriashev & Prirodina, 1990 - Careproctus credispinulosus Andriashev & Prirodina, 1990 - Careproctus crozetensis Duhamel & King, 2007 - Careproctus curilanus Gilbert & Burke, 1912 - Careproctus cyclocephalus Kido, 1983 - Careproctus cypseluroides Schmidt, 1950 - Careproctus cypselurus (Jordan & Gilbert, 1898) - Careproctus derjugini Chernova, 2005 - Careproctus discoveryae Duhamel & King, 2007 - Careproctus dubius Zugmayer, 1911 - Careproctus ectenes Gilbert, 1896 - Careproctus eltaninae Andriashev & Stein, 1998 - Careproctus falklandicus (Lönnberg, 1905) - Careproctus faunus Orr & Maslenikov, 2007 - Careproctus fedorovi Andriashev & Stein, 1998 - Careproctus filamentosus Stein, 1978 - Careproctus fueguensisMatallanas & Piacentino, 2019 - Careproctus fulvusChernova, 2014 - Careproctus furcellus Gilbert & Burke, 1912 - Careproctus georgianus Lönnberg, 1905 - Careproctus gilberti Burke, 1912 - Careproctus guillemi Matallanas, 1998 - Careproctus herwigi Andriashev, 1991 - Careproctus homopterus Gilbert & Burke, 1912 - Careproctus hyaleius Geistdoerfer, 1994 - Careproctus iacchus Kai et al., 2018 - Careproctus improvisus Andriashev & Stein, 1998 - Careproctus inflexidens Andriashev & Stein, 1998 - Careproctus karaensis Chernova, 2015 - Careproctus kidoi Knudsen & Møller, 2008 - Careproctus knipowitschi Chernova, 2005 - Careproctus lacmi Andriashev & Stein, 1998 - Careproctus leptorhinus Andriashev & Stein, 1998 - Careproctus lerikimae Orr et al., 2015 - Careproctus longidigitus Kai & Matsuzaki, 2019 - Careproctus longifilis Garman, 1892 - Careproctus longipectoralis Duhamel, 1992 - Careproctus longipinnis Burke, 1912 - Careproctus macranchus Andriashev, 1991 - Careproctus macrodiscus Schmidt, 1950 - Careproctus macrophthalmus Chernova, 2005 - Careproctus maculosus Stein, 2006 | - Careproctus magellanicus Matallanas & Pequeño, 2000 - Careproctus marginatus Kido, 1988 - Careproctus mederi Schmidt, 1916 - Careproctus melanuroides Schmidt, 1950 - Careproctus melanurus Gilbert, 1892 - Careproctus merretti Andriashev & Chernova, 1988 - Careproctus micaChernova, 2015 - Careproctus micropus (Günther, 1887) - Careproctus microstomus Stein, 1978 - Careproctus minimus Andriashev & Stein, 1998 - Careproctus mollis Gilbert & Burke, 1912 - Careproctus narilobus Stein, 2012 - Careproctus nelsoniOrr, 2016 - Careproctus nigricans Schmidt, 1950 - Careproctus novaezelandiae Andriashev, 1990 - Careproctus opisthotremus Gilbert & Burke, 1912 - Careproctus oregonensis Stein, 1978 - Careproctus ostentum Gilbert, 1896 - Careproctus ovigerus (Gilbert, 1896) - Careproctus pallidus (Vaillant, 1888) - Careproctus parini Andriashev & Prirodina, 1990 - Careproctus parvidiscus Imamura & Nobetsu, 2002 - Careproctus parviporatus Andriashev & Stein, 1998 - Careproctus patagonicus Matallanas & Pequeño, 2000 - Careproctus paxtoni Stein, Chernova & Andriashev, 2001 - Careproctus pellucicauda Stein, 2012 - Careproctus phasma Gilbert, 1896 - Careproctus polarsterni Duhamel, 1992 - Careproctus profundicola Duhamel, 1992 - Careproctus pseudoprofundicola Andriashev & Stein, 1998 - Careproctus pycnosoma Gilbert & Burke, 1912 - Careproctus ranula (Goode & Bean, 1879) - Careproctus rastrinoides Schmidt, 1950 - Careproctus rastrinus Gilbert & Burke, 1912 - Careproctus reinhardti (Krøyer, 1862) - Careproctus rhodomelas Gilbert & Burke, 1912 - Careproctus rimiventris Andriashev & Stein, 1998 - Careproctus rosaChernova, 2015 - Careproctus roseofuscus Gilbert & Burke, 1912 - Careproctus rotundifrons Sakurai & Shinohara, 2008 - Careproctus sandwichensis Andriashev & Stein, 1998 - Careproctus scaphopterus Andriashev & Stein, 1998 - Careproctus scottae Chapman & DeLacy, 1934 - Careproctus segaliensis Gilbert & Burke, 1912 - Careproctus seraphimae Schmidt, 1950 - Careproctus simus Gilbert, 1896 - Careproctus sinensis Gilbert & Burke, 1912 - Careproctus smirnovi Andriashev, 1991 - Careproctus solidus Chernova, 1999 - Careproctus spectrum Bean, 1890 - Careproctus staufferiOrr, 2016 - Careproctus steini Andriashev & Prirodina, 1990 - Careproctus stigmatogenus Stein, 2006 - Careproctus surugaensis Murasaki et al., 2017 - Careproctus tapirus Chernova, 2005 - Careproctus telescopus Chernova, 2005 - Careproctus trachysoma Gilbert & Burke, 1912 - Careproctus tricapitidens Andriashev & Stein, 1998 - Careproctus uterChernova, 2015 - Careproctus vladibeckeri Andriashev & Stein, 1998 - Careproctus zachirus Kido, 1985 - Careproctus zispi Andriashev & Stein, 1998 |